# Дуброво (Гдов)
Дубро́во — деревня в Гдовском районе Псковской области России. Входит в состав городского поселения «Гдов» Гдовского района.

## География
Расположена в 15 км к северу от Гдова, на берегу ручья Дубровский, в 1 км от его впадения в Чудское озеро.

## История
До 2005 года деревня входила в состав ныне упразднённой Гдовской волости.

## Население
Численность населения деревни по оценке на 2000 год составляет 1 человек, по переписи 2002 года — 2 человека.